# Electromote

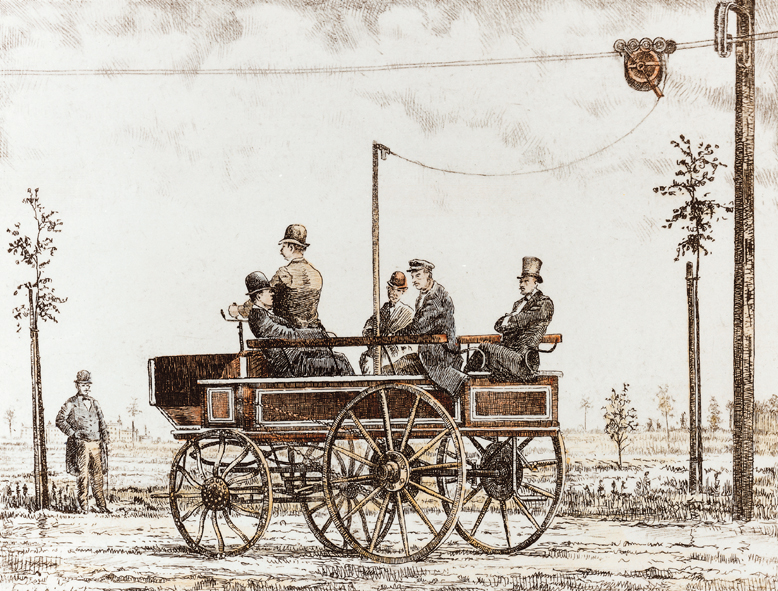
O primeiro tróleibus do mundo, em Berlin, 1882.

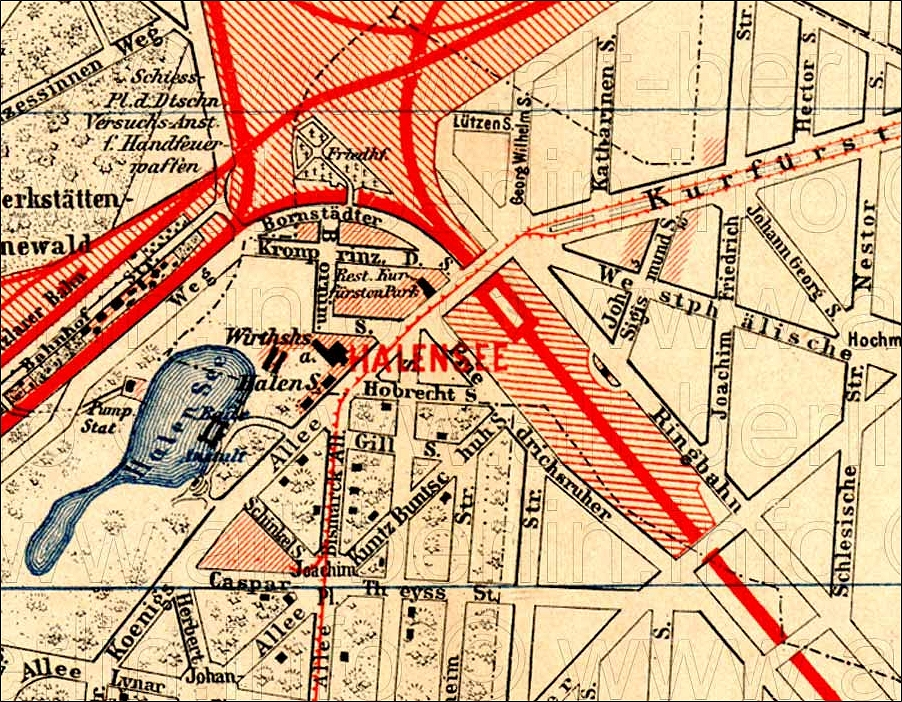
1893: A área do experimento em um plano em 1893 (canto superior direito). Onze anos depois, a área ainda é escassamente pouco desenvolvida.

O Electromote foi o primeiro veículo do mundo operado como um tróleibus, apresentado pela primeira vez ao público em 29 de abril de 1882, por seu inventor, Dr. Ernst Werner von Siemens, em Halensee, um subúrbio de Berlim, Alemanha.
Em 1847, Siemens disse a seu irmão Wilhelm que, se ele tivesse tempo e dinheiro, ele queria construir uma carruagem com propulsão eletromagnética. No início da década de 1880, ele conseguiu realizar a ideia, erguendo primeiro os mastros e a infraestrutura no local em 1881. Halensee, independente e ainda não fazia parte de Berlim na época, havia sido nomeado apenas no ano anterior e ainda não estava totalmente desenvolvido, fornecendo ao projeto o espaço necessário e o acesso via Ringbahn de Berlim na estação Halensee, nas proximidades.
O Elektromote operou de 29 de abril a 13 de junho de 1882, em uma trilha de 540 m (591 jardas) ao longo da “Straße No. 5”, hoje Joachim-Friedrich-Straße, e “Straße No. 13”, hoje Johann- Georg-Straße, atravessando o Kurfürstendamm superior. Segundo outras fontes, a pista estava ao longo do próprio Kurfürstendamm. A pista não melhorada e correspondentemente acidentada levou ao mau funcionamento do veículo, o que por sua vez contribuiu para a curta duração do experimento. O transporte público ou a demonstração não faziam parte do objetivo do projeto.
O Electromote construído pela empresa Siemens & Halske era um carro landau de quatro rodas convertido, equipado com dois motores elétricos de 2,2 kW, cada um dos quais transmitindo energia diretamente para uma das rodas traseiras usando uma corrente. Isso ocorreu porque um diferencial de trabalho não estava disponível no momento. A voltagem utilizada foi de 550 V DC. A transmissão de energia elétrica para o ônibus era feita por um cabo flexível, puxando um pequeno "carro de contato" de oito rodas (Kontaktwagen) que percorria as linhas de transmissão aéreas. O carro foi pesado para não cair dos cabos em que passava. No uso da língua inglesa, o Kontaktwagen mais tarde foi chamado de "bonde", dando nomes aos bonde e ônibus. Com a potência disponível, o transporte atingiu aprox. 12 km / h (7 milhas por hora). Para alimentar o sistema, Carl Ludwig Frischen, chefe de engenharia da Siemens & Halske, em um galpão próximo, construiu uma estação de energia, consistindo em um pequeno motor a vapor acoplado a um dínamo.
Este veículo experimental já cumpria todos os critérios técnicos de um trólebus típico. Depois que a demonstração terminou em 13 de junho, a pista de teste foi desmontada em 20 de junho de 1882.